# 71-630
71-630 — зчленований трамвайний вагон виробництва Усть-Катавського вагонобудівного заводу, єдиний досвідчений екземпляр випущений у 2006 році. За результатами дослідної експлуатації цього вагона було розроблено трамвай 71-631.

## Історія створення
Розробка трамвайного вагона почалася на Усть-Катавському вагонобудівному заводі наприкінці 2003 року. На той час головним конструктором був С. Іванов. За задумом розробників вагон мав стати родоначальником цілої лінійки трамвайних вагонів завдовжки від 16 до 37 метрів. Досвідчений зразок являє собою частково низькопідлоговий шестивісний трисекційний симетричний (по поздовжньому і поперечному розрізу) вагон двостороннього виконання.
Незважаючи на те, що завод раніше ніколи не будував зчленованих вагонів, розробки в цьому напрямі були. Наприклад, перший зчленований вагон, побудований на ленінградському ВАРЗ, (ЛВС-66) спочатку проектувався на УКВЗ, а наприкінці вісімдесятих двічі опрацьовувався проект зчленованого чотириосного трамвайного вагона 71-612, який так і не побачив світ з через розвал Союзу. Тоді ж на рівні міністерства було вирішено дещо впорядкувати класифікатор, виділивши перспективні зчленовані вагони для ліній швидкісного трамвая окрему серію 71-63х. Міністерство пропонувало також перевизначити проект 612, оскільки він задовольняв цю концепцію, але цього не сталося. Через півтора десятка років «тридцята серія» була відкрита.
Компонування та деякі конструкторські рішення при розробці схожі з випущеним у 2002 році трамвайним вагоном моделі 743.00 виробництва Белкомунмаш. Середню частину вирішено було встановити на неповоротний візок, але на відміну від мінського аналога, також планувалося зменшити висоту підлоги середньої секції до 470 міліметрів. На початку 2006 року УКВЗ розпочав будівництво дослідного вагона. Складання здійснювали в експериментальному цеху № 68. Спочатку процес виготовлення затягувався через брак фінансування, а також відсутність необхідних комплектуючих. Складання було завершено 5 серпня.

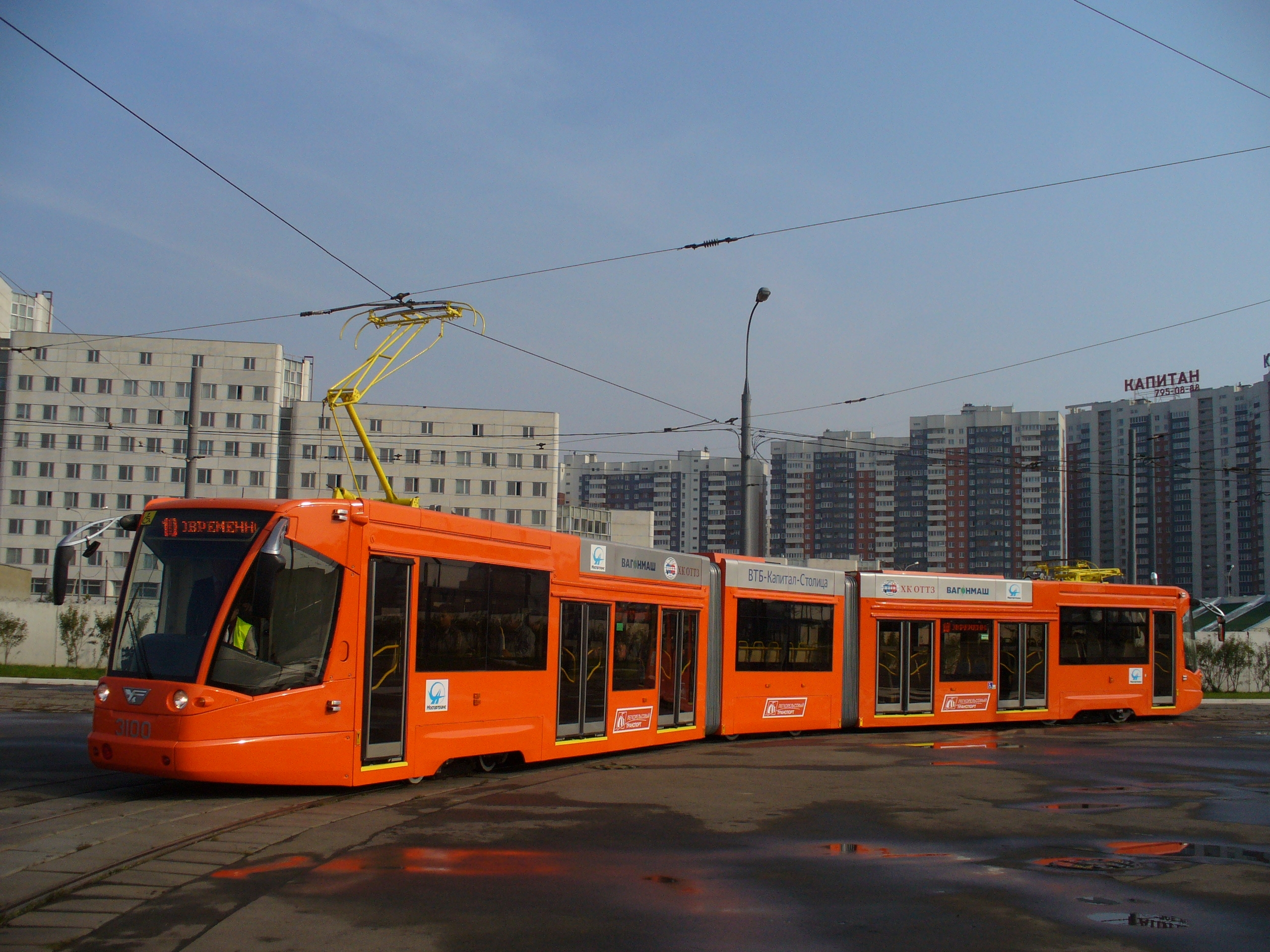
Вагон 71-630 у Москві (29 вересня 2006 року)

Через конструкційні особливості (не містився на трансбордер), вагон не міг виїхати на обкатувальні шляхи. Тому повний цикл випробувань, зокрема заводських, було вирішено провести у Москві. 14 серпня вагон був занурений на залізничні платформи та відправлений до столиці. Через кілька днів вагон прибув у Краснопресненське трамвайне депо Краснопресненське депо. Складанням та налагодженням вагона займалися відряджені фахівці УКВЗ та фірми Канопус. Наказом № 723 було встановлено терміни проведення випробувань з 12 вересня 2006 року по 28 лютого 2007 року, протягом яких вагон мав пройти 2000 км без пасажирів.
Але початок випробувань відклали у зв'язку з двома обставинами: необхідно було навчити водіїв та обслуговуючий персонал та дослідити якість шляху на тій ділянці, де проводитимуться випробування. 29 вересня відбулася презентація вагону для журналістів. Пробіг у 2000 км вагон здійснив територією депо, а кілька виїздів на лінії міста показали необхідність реконструкції шляху для роботи вагонів такого типу.
У березні 2007 року відбулися сертифікаційні випробування, за результатами яких заводу було надано перелік зауважень. Восени 2007 року вагон був сертифікований та схвалений для серійного виробництва, але допустити вагон до експлуатації з пасажирами було вирішено не раніше, ніж буде розроблено установку для турнікетів у салоні, а також пристрій для підняття середнього неповоротного візка при сході. Регулярна робота з пасажирами розпочалася 26 квітня 2008 року на 21 (в період обкатки в межах трамвайного депо (з 2006 по 2008 рік) — 10) маршруті.
16 жовтня 2008 року пройшла конференція «Тенденції розвитку легкорейкового транспорту в місті Москві», де генеральний конструктор УКВЗ повідомив про те, що на серійних вагонах 71-631 площа низької підлоги буде збільшена за рахунок заміни візка в середній високопольній секції . Також вагони будуть легшими за рахунок зниження маси рами кузова.

## Влаштування вагона
Кузов вагона — з цільнозварним каркасом, виготовлений з порожнистих елементів — труб квадратного і прямокутного перерізу, а також спеціальних гнутих профілів, має два зчленування німецької фірми Hubner. Обшивка виконана із сталевого листа. Обшивка кабін водія виконана зі склопластику та виготовлена фірмою «Полідор».

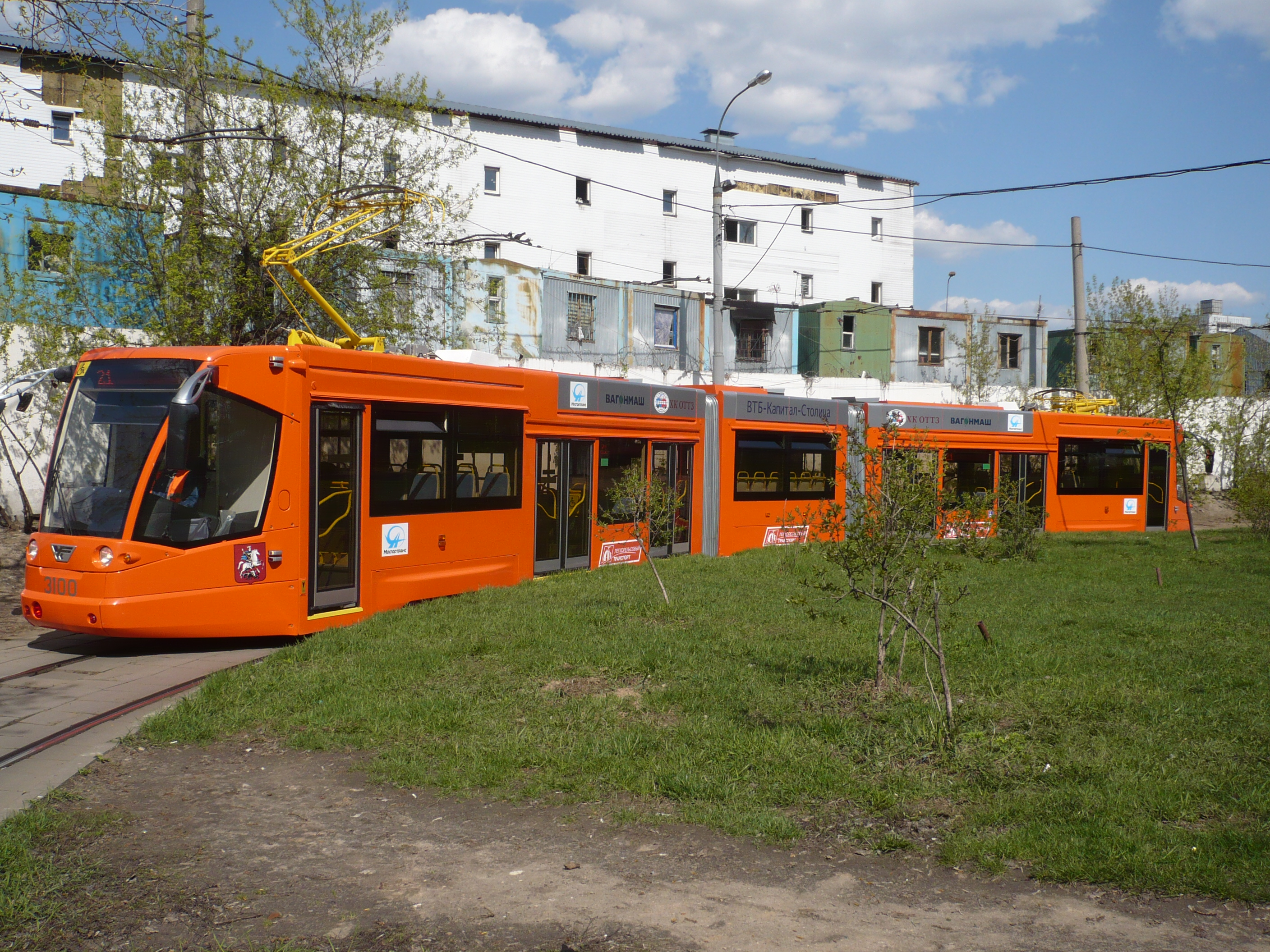
71-630 на кінцевій станції «Метро Щукинська» у Москві (26 квітня 2008 року)

Крайні секції вагона спираються на поворотні ходової частини транспортного засобу, що мають два ступені підвішування. Центральне ресорне підвішування складається з шкворневої балки візка і пружин, що сприймають навантаження від кузова вагона і гасять низькочастотні коливання від верхньої будови колії. Тягове зусилля від шасі на шкворневу балку передається тяговими повідками. Похилені гідродемпфери гасять як вертикальні, так і поперечні коливання рами візка, завдяки чому покращується плавність ходу вагона. При максимальному навантаженні вагона величина прогину обох ступенів ресора підвішування і амплітуда поперечних коливань обмежується гумовими буферами. Рама візка встановлюється на колісні пари в зоні розміщення першого ступеня ресорного підвішування. Резинометалеві мегі-амортизатори покращують вписуваність у кривих і гасять шум, що йдуть від колійного господарства. На вагоні застосовано двоступінчастий циліндричний редуктор, жорстко закріплений на рамі візка. Поворотний візок є подальшим удосконаленням конструкції, розробленої німецькою фірмою Дюваг для досвідчених вагонів 71-616. Діаметр колеса по колу катання — 620 мм. Середня секція спирається на неповоротний візок, конструкція якого передбачає зниження рівня підлоги до 470 мм при бігунковому виконанні. На дослідному вагоні підлога піднята вище за цей рівень через установку двох тягових двигунів.

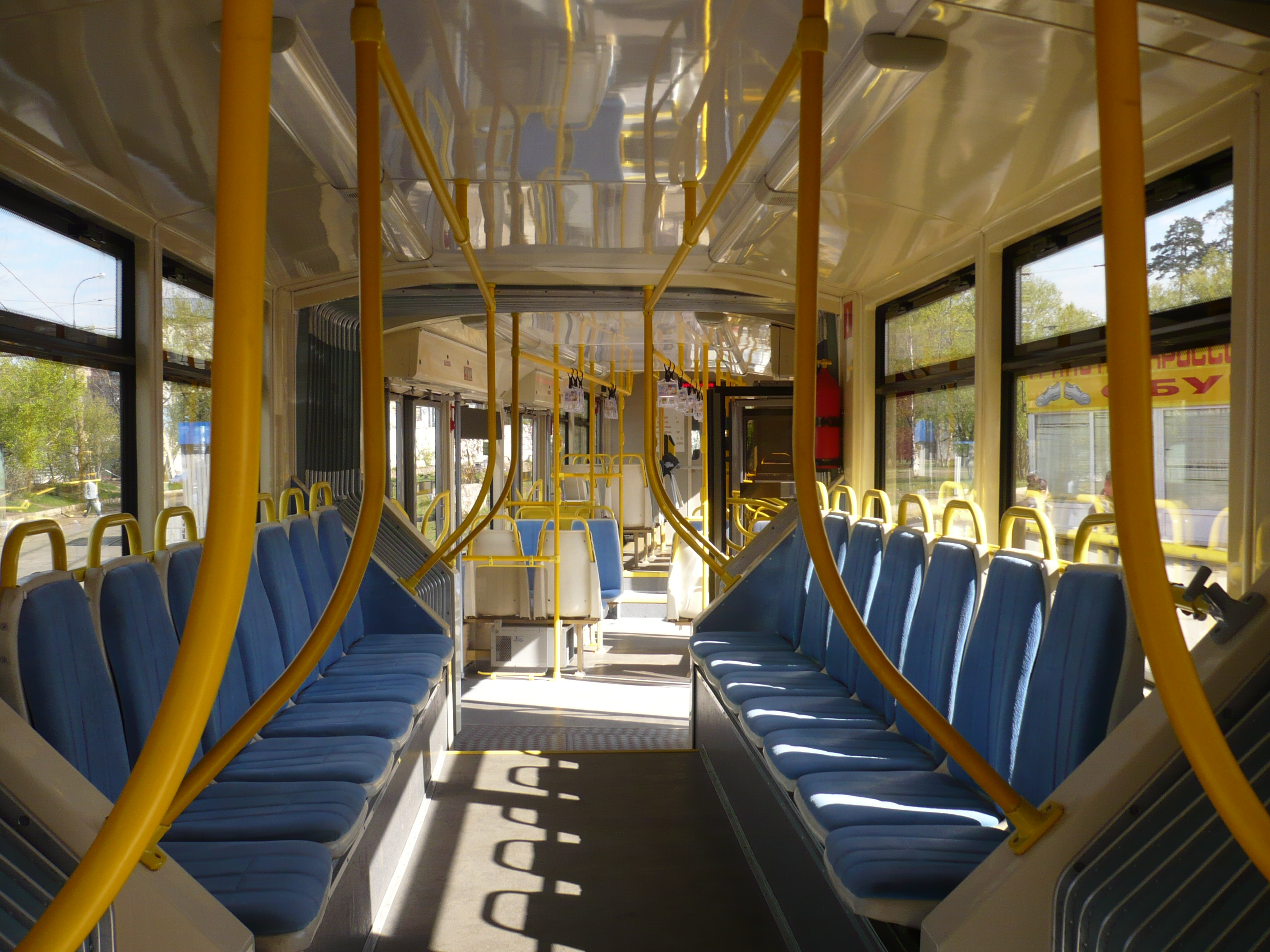
Салон трамвайного вагона 71-630 (середня секція)

Кузов вагону виконаний зі змінним рівнем підлоги, переходи між рівнями виконані у вигляді щаблів. Двостороння конструкція передбачає по 4 двері поворотного типу шириною 1400 мм з кожної сторони в низькопідлоговій частині вагона, а також по 2 шириною 800 мм у високопідлоговій частині. Салон має 54 сидячі місця, а також 180 стоячих місць при номінальному завантаженні 5 чол/м2. Освітлення виконано двома світловими лініями з люмінесцентними лампами. Примусова вентиляція здійснюється через отвори в бічних стінах, природна через кватирки і відкриті двері. Опалення проводиться за допомогою електропечей, що розташовані вздовж бічних стін, крім цього біля дверей встановлені теплові завіси.
На дослідному вагоні вперше в історії заводу застосовано асинхронний привід виробництва «Канопус» з тяговими двигунами ТАД-21 (фланцевого виконання) потужністю 50 кВт кожен. Привід кожної колісної пари індивідуальний. На даху встановлені два струмоприймачі типу напівпантограф оригінальної конструкції з електричним приводом фірми «Парус». Основна частина електроустаткування розташована на даху вагона над низькопідлоговою частиною. На панелі керування у кабіні водія встановлені ТFT-дисплеї з відображенням дійсних параметрів усіх вагонних систем. Для найкращого огляду крайніх дверей вагона встановлені камери зовнішнього спостереження з моніторами в кабіні водія.

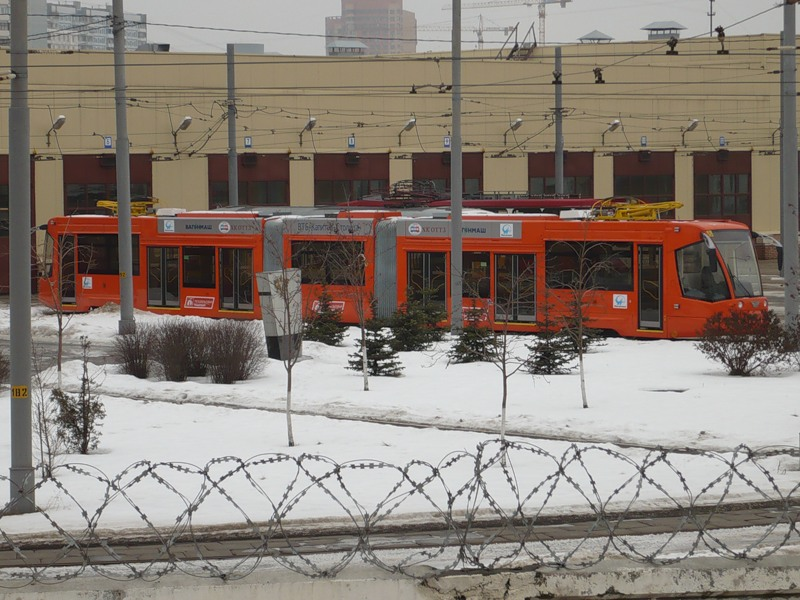
71-630 у лютому 2008 року на території Краснопресненського трамвайного депо

Електроустаткування вагона забезпечує можливість автономного ходу вагона при опущених струмоприймачах.
Гальмівне обладнання розроблено та виготовлено фірмою «Вітрило». Візки вагона мають зовнішні дискові гальма. Розгальмовування здійснюється електромеханічним мотор-редукторним приводом, гальмування — зняттям напруги живлення з приводу, після чого пружина розтискає важелі, які в свою чергу передають зусилля на гальмівні колодки. Гальмівні диски винесені з-під вагону для зниження температури нагрівання дисків та трудомісткості обслуговування та регулювання зазорів. Рейкове гальмо виконане з котушками фірми «Hanning&Kahl».

## Подальша доля
У березні 2010 року випробування вагона закінчилися, але в Мосміськтрансі не виявили бажання купувати цей вагон для постійної експлуатації. Вагон, що належить УКВЗ, був поставлений у краснопресненське трамвайне депо на відповідальне зберігання. За результатами дослідної експлуатації були розроблені вагони 71-623 (одинковий) і 71-631 (зчленований з безмоторним середнім візком, що має як одно- так і двосторонні модифікації). На даний момент 71-630 стоїть в очікуванні списання.

## Світлини

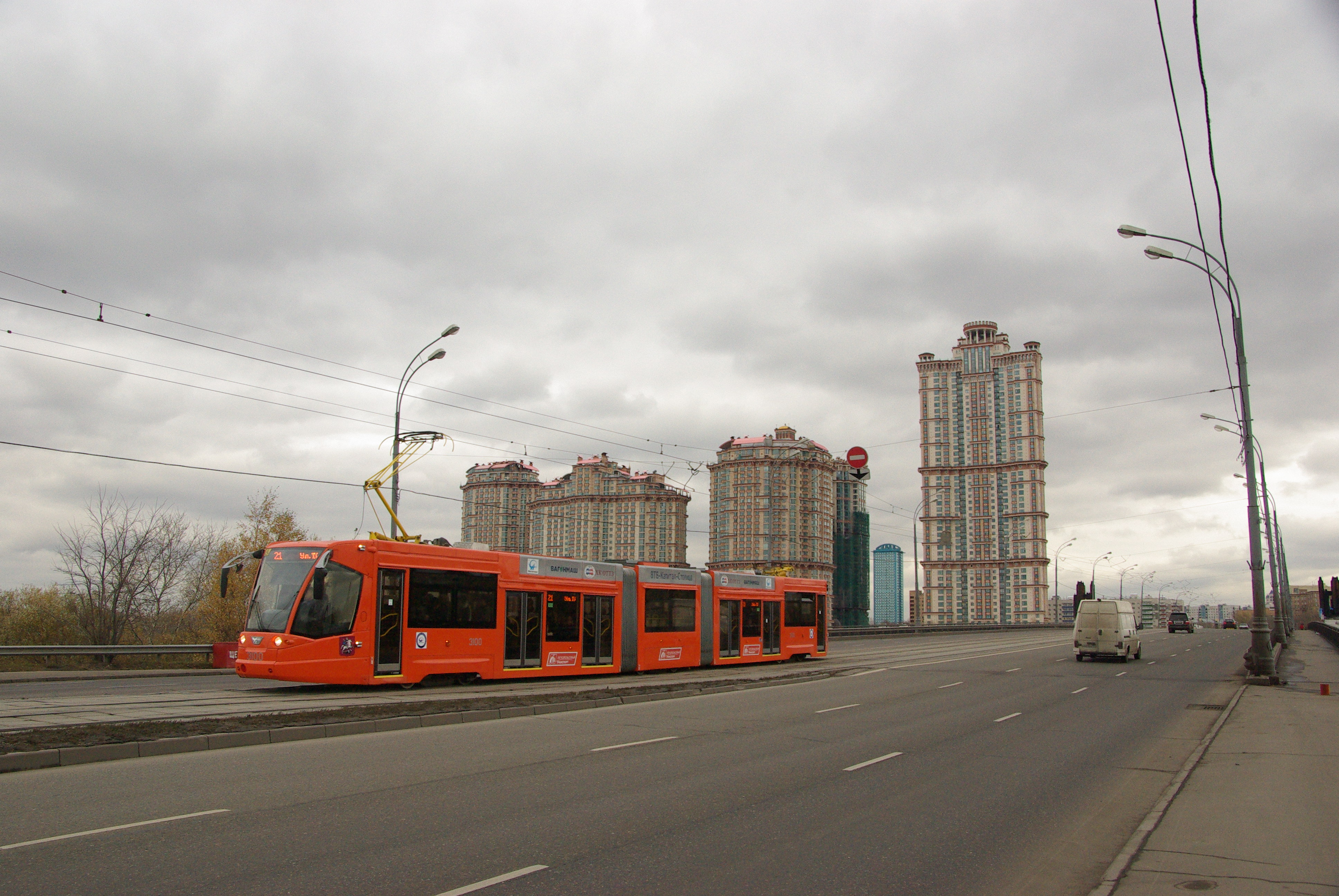
71-630 в Москві на маршруті № 21, Строгінське шосе
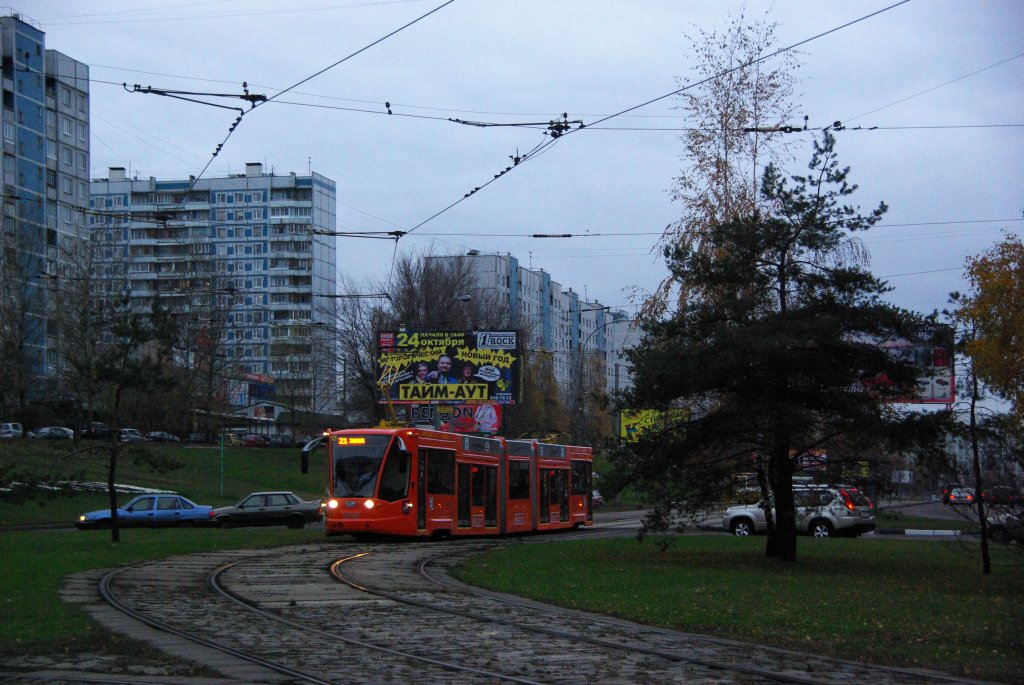
71-630 в Москві на маршруті № 21, район Строгіно
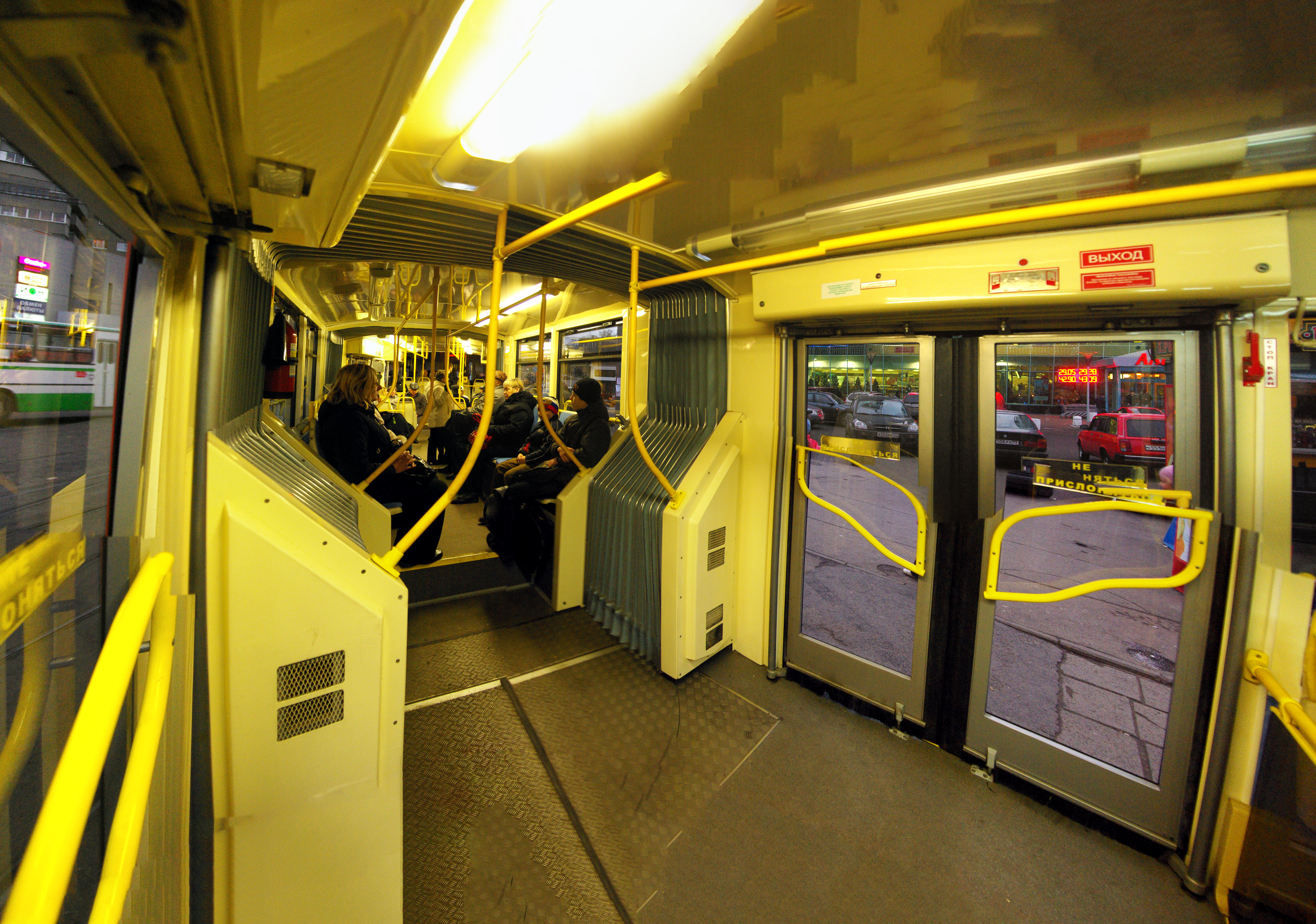
Інтер'єр трамвая 71-630